# Dirphia fornax
Dirphia fornax är en fjärilsart som beskrevs av Druce 1903. Dirphia fornax ingår i släktet Dirphia och familjen påfågelsspinnare. Inga underarter finns listade i Catalogue of Life.